# Corina (película de 2024)
Corina es una película de comedia, drama y aventura mexicana de 2024, dirigida por Urzula Barba Hopfner, escrita por Hopfner y Samuel Sosa y protagonizada por Naian González Norvind, Cristo Fernández, Laura de Ita y Mariana Giménez.
La cinta tuvo su estreno en el Festival de Cine de Guadalajara el 8 de junio de 2024, en donde obtuvo el premio Hecho en Jalisco. Fue distribuida en cines comerciales por Cinépolis Distribución, con fecha de estreno del 9 de enero de 2025. La película obtuvo 9 nominaciones a los Premios Ariel 2025, incluyendo Mejor Actriz y Mejor Dirección.

## Sinopsis
Corina tiene 28 años y no sale de su casa más que para trabajar en una editorial que se encuentra en la colonia donde vive. Después de cometer un grave error con el final de la saga de libros más afamada de la empresa, Corina deberá vencer sus miedos y emprender un viaje en busca de la misteriosa escritora para salvar su trabajo y el de sus compañeros.

## Reparto
- Naian González Norvind como Corina
- Cristo Fernández como Carlos
- Mariana Giménez
- Laura de Ita
- Ariana Candela
- Carolina Politi
- Mónica Bejarano
- Ruth Ramos
- Elena Gore
- Alejandro Mendicuti
- Gerardo Trejoluna
- Myrna Moguel

## Producción
La idea de la película fue desarrollada por Urzula Barba Hopfner, una editora de cine que, aprovechando su experiencia dirigiendo cortometrajes, decidió realizar su primer largometraje. El proceso comenzó en 2020, tras declararse alerta mundial por la pandemia de Covid-19, con la escritura del guion junto a Samuel Sosa.
Mientras meditaban sobre el encierro por la pandemia, Barba y Sosa decidieron tratar el tema de la agorafobia, un trastorno de ansiedad donde la persona afectada le teme a ciertas situaciones y lugares públicos y sentir miedo, impotencia o vergüenza. Tras completar el guion, se obtuvo financiamiento con Carlos Hernández Vázquez de la productora Mandarina Cine, responsable de Sin señas particulares (2020), y de Iván López-Barba de la productora tapatía Cobra Films. Los actores Naian González Norvind y Cristo Fernández ficharon para la película como Corina y Carlos respectivamente. Mariana Giménez, Laura de Ita, Ariana Candela, Carolina Politi, Mónica Bejarano y Ruth Ramos completaron el reparto.
La cinta se filmó íntegramente en Guadalajara, Jalisco, México.

## Estreno y recepción
La cinta tuvo su estreno el 8 de junio de 2024 en el Festival de Cine de Guadalajara, donde cosechó buenas críticas por parte del público asistente. Tuvo su estreno comercial en salas mexicanas en enero del 2025 y obtuvo críticas positivas. Ernesto Diezmartinez, en Letras Libres, escribió que es una amable coming of age femenina que deja al espectador con una sonrisa, mientras que J. Alejandro Becerra, de Palomita de Maíz, señala que el filme construye un mundo caprichoso pero verosímil, y nota que la película está más cercana al tipo de comedia estadounidense que a la mexicana al ligar la superación psicológica con el trabajo. Valentina Ramírez Gómez, de Girls at Films, resalta la empatía que tiene la historia con su protagonista, y destaca la invitación al optimismo que plantea la historia con pequeños actos de valentía.